# Nazionalismo di sinistra
Il nazionalismo di sinistra è un orientamento politico-ideologico che unisce la difesa dell'indipendenza, dell'autonomia o dell'identità nazionale a istanze democratiche o socialiste. Ha avuto diverse manifestazioni a seconda del contesto storico. Nella prima parte del XIX secolo, in Occidente il nazionalismo fu spesso associato alla sinistra, ma a partire dalla seconda metà del secolo fu progressivamente adottato dalla destra e respinto dalla sinistra. Il rifiuto del nazionalismo da parte della sinistra derivava dalla posizione del marxismo sulla questione nazionale, fondata sull'internazionalismo proletario, secondo cui la costruzione dello Stato nazionale è opera della borghesia mentre i proletari «non hanno patria». Nel XX secolo, al di fuori del mondo occidentale e nelle sue periferie, si svilupparono tuttavia diverse forme di nazionalismo di sinistra incentrate sulla lotta contro l'imperialismo e il colonialismo.
I movimenti di sinistra del XX secolo generalmente attribuivano al termine nazionalismo un'intrinseca connotazione negativa, associandolo strettamente al nazionalismo borghese da essi avversato. Di conseguenza, preferivano tendenzialmente definire il proprio legame con la nazione come patriottismo proletario, contrapponendolo al nazionalismo borghese e presentandolo come compatibile o complementare rispetto all'internazionalismo proletario. Tuttavia, in sede scientifica il termine nazionalismo è utilizzato per designare ogni orientamento politico fondato sull'idea di nazione, intercambiabilmente con patriottismo e senza connotazioni valutative, non sussistendo un chiaro confine tra i due concetti.
Un altro termine impiegato in sostituzione di nazionalismo è nazionalitarismo, adoperato in riferimento ai nazionalismi del terzo mondo e ai cosiddetti nazionalismi periferici, i quali si battono per l'indipendenza o l'autonomia di entità substatali.
In riferimento alla combinazione del nazionalismo con il comunismo si parla specificamente di nazionalcomunismo, termine che nel lessico delle correnti più a sinistra del movimento comunista (come il trockismo e il bordighismo) ha il significato di deviazione dall'internazionalismo e dunque possiede una connotazione negativa.
Nel XXI secolo la definizione di nazionalisti di sinistra è stata applicata anche a partiti e movimenti su posizioni caratterizzate da populismo di sinistra, sovranismo, euroscetticismo, antiglobalismo e chiusura (o cumunque cautela) verso l'immigrazione di massa, in un'ottica di protezione socio-economica dei ceti meno abbienti della nazione, con particolare attenzione alla difesa dello Stato sociale nazionale.

## Ideologia
A livello nazionale, i nazionalisti di sinistra, come i nazionalisti di destra, si sforzano di promuovere la cultura nazionale e le norme e i valori dominanti in alcuni casi promuovendo l’identità etnica, in altri l’identità civica.
I nazionalisti di sinistra hanno tipicamente un background socialista (democratico o autoritario), socialdemocratico, progressista o socialmente conservatore (la sinistra conservatrice) combinato con una preferenza per la sovranità dello stato nazionale. I nazionalisti di sinistra si sforzano quindi di ridurre il divario di ricchezza nel paese, mantenere il controllo o nazionalizzare i servizi pubblici (come sanità, energia e trasporti pubblici). I movimenti nazionalisti di sinistra non tendono a sostenere la supremazia, tuttavia, alcune forme di nazionalismo di sinistra hanno adottato tesi etno-differenzialiste favorevoli a una società omogenea, con opposizione all’immigrazione.
In questo contesto, i nazionalisti di sinistra rifiutano completamente o in larga misura il neoliberismo e l’ingerenza sovranazionale. I nazionalisti di sinistra vogliono che i paesi decidano da soli su questioni come l’economia, la salute e la difesa.

## Storia

### La Rivoluzione francese e l'ascesa dei nazionalismi
La dicotomia politica tra destra e sinistra ebbe origine con la Rivoluzione francese, allorché nell'Assemblea nazionale costituente, riunitasi per la prima volta nel 1789, si sedettero a destra i sostenitori del re e a sinistra i sostenitori della Rivoluzione. Risale a quest'epoca anche l'associazione tra il nazionalismo e la sinistra, la quale allora si definiva variamente anche partito del popolo, partito della nazione o partito nazionale. Profondamente radicato nella Rivoluzione francese, il nazionalismo moderno nelle sue forme più aggressive fu consacrato per la prima volta sul campo di battaglia di Valmy (1792) e nei conflitti rivoluzionari successivi.
Dalla metà del XIX secolo, i movimenti democratici furono sempre più influenzati dal pensiero dei filosofi tedeschi Karl Marx e Friedrich Engels, fondatori del marxismo. L'elaborazione marxista sulla questione nazionale mancò di un approccio sistematico, risultando frammentaria. Nel Manifesto del Partito Comunista (1848), i due autori contrapposero al nazionalismo borghese l'internazionalismo proletario, sostenendo che «gli operai non hanno patria» e che l'ascesa del proletariato avrebbe eliminato gli antagonismi tra nazioni. Nei decenni successivi, profondamente segnati dalle lotte nazionali, Marx criticò la visione, espressa dai socialisti francesi seguaci di Proudhon, secondo la quale le nazioni fossero dei "pregiudizi superati", temendo che potesse giustificare l'egemonia delle grandi nazioni, come nazioni-modello, sulle altre. In sintesi, nell'ambito della Prima Internazionale, Marx si oppose sia al nazionalismo demo-liberale di Mazzini sia al nichilismo nazionale dei proudhoniani.
Nell'ambito del socialismo tedesco del XIX secolo si manifestarono anche posizioni nazionaliste. Ferdinand Lassalle, fondatore dell'Associazione generale dei lavoratori tedeschi nel 1863, fu fortemente influenzato dal nazionalismo sociale di Fichte e arrivò a intavolare delle trattative con il primo ministro prussiano Bismarck, esponente dell'aristocrazia Junker, per formare un'alleanza contro la borghesia liberale. Il nazionalismo di Lassalle contribuì al suo allontanamento da Marx ed Engels.

### Dalla fine del XIX secolo alla prima guerra mondiale
Se nella prima parte del XIX secolo il nazionalismo era legato soprattutto alla democrazia e al liberalismo borghesi, al tramonto del secolo fu «scoperto» dalle forze di destra come strumento di lotta contro la sinistra, per cui essere «nazionali» finì per significare prima di tutto essere ostili all'internazionalismo. Alla fine del XIX secolo il nazionalismo transitò dunque da sinistra a destra in molti Paesi tra cui la Francia, madrepatria del nazionalismo moderno, e con particolare accentuazione in Germania.
I movimenti nazionalisti che si svilupparono in Europa tra la fine del XIX e l'inizio del XX secolo (Action française, Lega pangermanica, Associazione Nazionalista Italiana) avversavano la lotta di classe condotta dai movimenti socialisti e cercavano di conciliare i conflitti sociali in nome degli interessi nazionali della patria. Al principio socialista della lotta di classe il nazionalismo contrapponeva il principio della lotta internazionale.
Negli anni 1890 Rosa Luxemburg, esponente della socialdemocrazia polacca, prese posizione contro l'indipendenza della Polonia e accusò di «socialpatriottismo» i socialisti che la sostenevano. Luxemburg riteneva l'indipendenza polacca utopistica e proponeva una mera autonomia nell'ambito di una repubblica democratica russa. Tra i critici di tale posizione nell'ambito del movimento socialista internazionale, vi fu il filosofo marxista italiano Antonio Labriola, convinto della compatibilità tra socialismo e interesse nazionale.
Luxemburg espose compiutamente la sua posizione nell'articolo Questione nazionale e autonomia (1908-1909), in cui criticò il diritto di autodeterminazione definendolo «astratto» e funzionale solo al nazionalismo borghese. Sostenne inoltre che l'indipendenza delle piccole nazioni, e in particolare della Polonia, fosse irrealizzabile nel quadro del sistema economico capitalista. Nel 1914, il socialdemocratico russo Vladimir Lenin criticò le tesi di Luxemburg nel suo scritto Sul diritto di autodecisione delle nazioni. Sostenne che il diritto all'autodeterminazione implicasse la separazione statale delle nazioni oppresse e la creazione di Stati indipendenti. Secondo Lenin, Luxemburg ignorava il pericolo del nazionalismo grande-russo, che considerava un ostacolo maggiore alla democrazia. Lenin difese il diritto dei popoli oppressi all'indipendenza, separando le lotte democratiche da quelle esclusiviste del nazionalismo borghese.

### Il fallimento della Seconda Internazionale e la nascita del movimento comunista
Tra la fine del XIX e l'inizio del XX secolo, nell'Europa occidentale i partiti socialisti intrapresero un percorso di integrazione nei rispettivi sistemi parlamentari nazionali, che – secondo lo storico Edward Carr – determinò una «socializzazione della nazione» e una conseguente «nazionalizzazione del socialismo». Ciò portò a un progressivo allontanamento dei partiti socialisti dall'originaria impostazione internazionalista, che finì per ridursi a un generico atteggiamento pacifista e di sostegno alle nazionalità oppresse.
Il processo di trasformazione in partiti nazionali portò i partiti socialisti ad adottare, allo scoppio della prima guerra mondiale nel 1914, una politica di solidarietà con il proprio Stato nazionale che prevedeva una tregua parlamentare e sindacale (tale politica assunse il nome di Union sacrée in Francia e di Burgfrieden in Germania). Ne derivarono il fallimento della Seconda Internazionale e l'ampia confluenza della sinistra rivoluzionaria – di cui facevano parte Vladimir Lenin e Rosa Luxemburg – nel nascente movimento comunista.
All'inizio del XX secolo, i marxisti dedicarono numerosi scritti alla questione nazionale, ma non lanciarono mai una vasta polemica contro il nazionalismo in quanto tale. Tra loro ci furono anche Otto Bauer (Socialdemocrazia e questione nazionale, 1907) e Iosif Stalin (Il marxismo e la questione nazionale, 1913). Fino alla prima guerra mondiale nessun marxista sviluppò una teoria sistematica e approfondita sul nazionalismo, lasciando quella che molti studiosi hanno considerato un'eredità contraddittoria sulla questione nazionale. Il ruolo determinante dei movimenti nazionalisti nello scoppio della grande guerra consolidò la visione, tipica del modello politico occidentale, che colloca il nazionalismo agli antipodi della sinistra.
Durante il conflitto, Rosa Luxemburg tornò sulla questione nazionale sostenendo che l'imperialismo rendeva le guerre nazionali irrealizzabili, riducendo le piccole nazioni a strumenti delle grandi potenze. Lenin criticò la tesi di Luxemburg come indebita generalizzazione, in quanto la natura imperialista della guerra in corso non implicava l'impossibilità delle guerre nazionali nell'epoca dell'imperialismo. Evidenziò il forte sviluppo dei movimenti di liberazione nazionale, soprattutto nelle colonie e nei Paesi semicoloniali come Cina, Turchia e Persia. Secondo Lenin, in tali Paesi le guerre nazionali contro l'imperialismo non solo erano possibili, ma inevitabili, in quanto prosecuzione della lotta politica per l'indipendenza.

### La Rivoluzione d'ottobre e la fondazione del Comintern
Nel periodo della Rivoluzione d'ottobre e della guerra civile russa, i bolscevichi assunsero nei riguardi dei nazionalismi dei diversi popoli che componevano l'ex Impero russo un atteggiamento pragmatico, contrastandoli quando rappresentavano un ostacolo alla loro causa e viceversa alimentandoli quando la favorivano. Un buon esempio di tale approccio tattico si rinviene in un discorso pronunciato da Grigorij Zinov'ev nel 1924:
Lo stesso atteggiamento si riscontra in diversi scritti di Lenin del periodo 1914-1924.
Lenin costituì l'Unione Sovietica quale federazione di repubbliche sovrane sulla base delle principali nazioni esistenti sul territorio dell'ex Impero russo e chiamò questo Stato, appunto, Unione delle Repubbliche Socialiste Sovietiche (URSS). Secondo Stalin (ma Lenin era il vero ispiratore della definizione) una nazione era definibile come una comunità umana storicamente evoluta, caratterizzata dall'unità del territorio, dalla vita economica, dalla prospettiva storica, dalla lingua e dalla cultura. La nazione, intesa in questo senso, non coincideva con lo Stato. La Costituzione sovietica del 1918 riconobbe per questo il diritto di secessione per ognuna delle repubbliche sovietiche federate.
Nei confronti dello sciovinismo grande-russo, Lenin tenne una posizione di ferma condanna, sottolineando la necessità di combatterne le frequenti manifestazioni all'interno dello stesso partito bolscevico. A tale proposito, all'VIII Congresso del partito dichiarò: «Gratta molti comunisti e troverai degli sciovinisti grande-russi».
Nel marzo 1919 fu fondata l'Internazionale Comunista (detta anche Terza Internazionale o Comintern), con sede a Mosca, a cui aderirono i partiti comunisti dei diversi Paesi in qualità di sezioni nazionali, con l'obiettivo della rivoluzione mondiale.
Nell'ottobre dello stesso anno, due esponenti di spicco del partito bolscevico russo, Nikolaj Bucharin ed Evgenij Preobraženskij, pubblicarono l'ABC del comunismo, testo che si proponeva di rappresentare «il manuale elementare del sapere comunista», scritto in un linguaggio semplice affinché fosse comprensibile anche da operai e contadini e come tale destinato alle scuole di partito per la formazione ideologica. In merito al concetto di patria, il manuale contrapponeva la patria borghese e la patria proletaria, per cui il proletariato doveva apprendere dalla borghesia il sentimento di devozione verso la propria patria proletaria, fino all'estremo sacrificio: «Il proletariato deve imparare dalla borghesia. Esso deve distruggere la patria borghese e non difenderla o contribuire ad ingrandirla. Esso ha però il dovere di difendere la sua patria proletaria con tutte le sue forze fino all'ultima goccia di sangue».

### La dottrina del socialismo in un solo Paese
Alla morte di Lenin nel 1924, Iosif Stalin prevalse su Lev Trockij nella lotta per la successione alla guida dell'Unione Sovietica, contrapponendo la propria dottrina del socialismo in un solo Paese alla dottrina della rivoluzione permanente sostenuta dal rivale. Secondo Stalin, sarebbe stato possibile edificare il socialismo nella sola Unione Sovietica senza attendere una rivoluzione mondiale, prospettiva che dopo il fallimento della rivoluzione tedesca appariva ormai sempre più improbabile.
In virtù della dottrina del socialismo in un solo Paese, l'URSS cessò di essere semplicemente il primo provvisorio avamposto di un'imminente rivoluzione mondiale, per diventare la stabile patria socialista di tutti i lavoratori del mondo, da difendere, rafforzare ed espandere affinché potesse lavorare alla rivoluzione mondiale in un'ottica di lungo periodo. L'internazionalismo comunista venne dunque declinato non più come azione congiunta dei partiti comunisti – ossia delle sezioni nazionali del Comintern – per il comune avanzamento politico e sociale delle classi operaie dei rispettivi Paesi, bensì quale dovere per ciascun partito di subordinare gli interessi particolaristici della classe operaia del proprio Paese alla difesa e allo sviluppo dell'URSS. Lo storico Eric Hobsbawm sostiene che l'ascesa di Stalin determinò il prevalere degli interessi statali dell'URSS su quelli rivoluzionari del Comintern e la conseguente trasformazione di quest'ultimo in uno strumento della politica estera sovietica.
Trockij, espulso dal partito nel 1927, contestò duramente la dottrina del socialismo in un solo Paese, che definì «una concezione socialpatriottica». Esiliato nel 1929, Trockij accusò Stalin di aver compiuto un tradimento del marxismo non dissimile da quello imputato ai socialdemocratici tedeschi nel 1914: «"L'errore" di Stalin, come "l'errore" della socialdemocrazia tedesca, è il socialismo nazionale». Secondo Trockij, i sostenitori della teoria del socialismo in un solo Paese «combinano meccanicamente un internazionalismo astratto con un socialismo nazionale utopistico e reazionario» (ancora: «Il nazionalismo messianico è completato da un internazionalismo burocraticamente astratto»).
Secondo lo storico Edward Carr, dopo il generalizzato fallimento dell'internazionalismo socialista nel 1914, il consolidamento dello "Stato dei lavoratori" in Russia ebbe quale logico sviluppo la dottrina del socialismo in un solo Paese, cosicché «la storia successiva della Russia e la tragicommedia dell'Internazionale comunista costituiscono un tributo eloquente alla solidità dell'alleanza tra nazionalismo e socialismo».

### Il nazionalismo stalinista
Stalin, diversamente da Lenin, non era mai stato tra quei bolscevichi che ammonivano costantemente circa i pericoli del nazionalismo russo. Il XVI Congresso del partito del 1930, l'ultimo a cui furono presenti forze di opposizione a Stalin prima del loro completo annichilimento, rappresentò anche l'ultimo in cui lo sciovinismo grande-russo fu condannato nella risoluzione finale.
Nell'ambito di un discorso ai dirigenti dell'industria socialista tenuto il 4 febbraio 1931, Stalin esortò a superare attraverso la modernizzazione industriale le storiche debolezze della «vecchia Russia», ora che la fondazione dell'Unione Sovietica aveva dato una patria ai lavoratori: «Nel passato non avevamo una patria, né avremmo potuto averla. Ma ora che abbiamo rovesciato il capitalismo e il potere è nelle nostre mani, nelle mani del popolo, abbiamo una patria e sosterremo la sua indipendenza». Gli anni 1930 furono quindi segnati sul piano culturale dallo sviluppo di un "patriottismo sovietico", in cui il contenuto socialista finì progressivamente per affievolirsi in favore di elementi puramente patriottici, sostanzialmente riconducibili al tradizionale nazionalismo grande-russo. Nel linguaggio ufficiale l'URSS, originariamente definita il "Paese della dittatura del proletariato", divenne dapprima la "madrepatria del socialismo" e poi semplicemente la "nostra madrepatria".

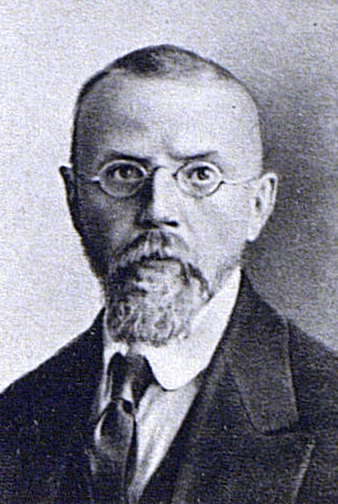
Lo storico Michail Pokrovskij, capofila della storiografia marxista sovietica. Dopo la sua morte, avvenuta nel 1932, la sua scuola storiografica fu accusata di "nichilismo nazionale" e i suoi manuali scolastici sostituiti da testi improntati alla celebrazione della storia nazionale russa.

A partire dal 1934 Stalin contestò l'autorevolezza del defunto storico Michail Pokrovskij, fino ad allora considerato il principale esponente della storiografia marxista sovietica, e ordinò la rimozione dei suoi libri di testo dalle scuole. Le tesi di Pokrovskij, per cui il vecchio Impero russo era stato una "prigione dei popoli" (definizione adoperata anche da Lenin) e un "gendarme internazionale", furono considerate viziate da "nichilismo nazionale" e mancanza di sensibilità patriottica.
Sebbene si continuasse formalmente a proclamare l'uguaglianza di tutti i popoli dell'URSS, al popolo russo venne attribuito il particolare status di "primo tra pari" in qualità di protagonista della rivoluzione, secondo quanto proclamato dalla Pravda il 1º febbraio 1936:
La celebrazione dell'espansione dello Stato russo oltre i confini della Moscovia portò a rivalutare anche la figura di Ivan il Terribile. I critici di sinistra di Stalin videro in queste politiche culturali un abbandono del marxismo puro, giudizio che i critici di destra condividevano ma valutavano con favore: il bolscevico Martemjan Rjutin definì sprezzantemente il regime di Stalin "nazionalbolscevismo", definizione già adoperata con accezione positiva dal nazionalista antimarxista emigrato Nikolaj Ustrjalov, che del nazionalbolscevismo era uno dei principali teorici.
Mentre negli anni 1920 e nei primi anni 1930 la cinematografia sovietica si era ispirata a eventi rivoluzionari, a partire dalla seconda metà del decennio Stalin promosse la realizzazione di opere celebrative degli eroi nazionali russi, spesso seguendone personalmente i lavori di sceneggiatura, ripresa e montaggio. Tra i titoli del periodo si annoverano Pietro il Grande (1937) di Petrov, Aleksandr Nevskij (1938) di Ėjzenštejn, Minin e Požarskij (1939) e Suvorov (1941) di Pudovkin e Doller.

### I fronti popolari

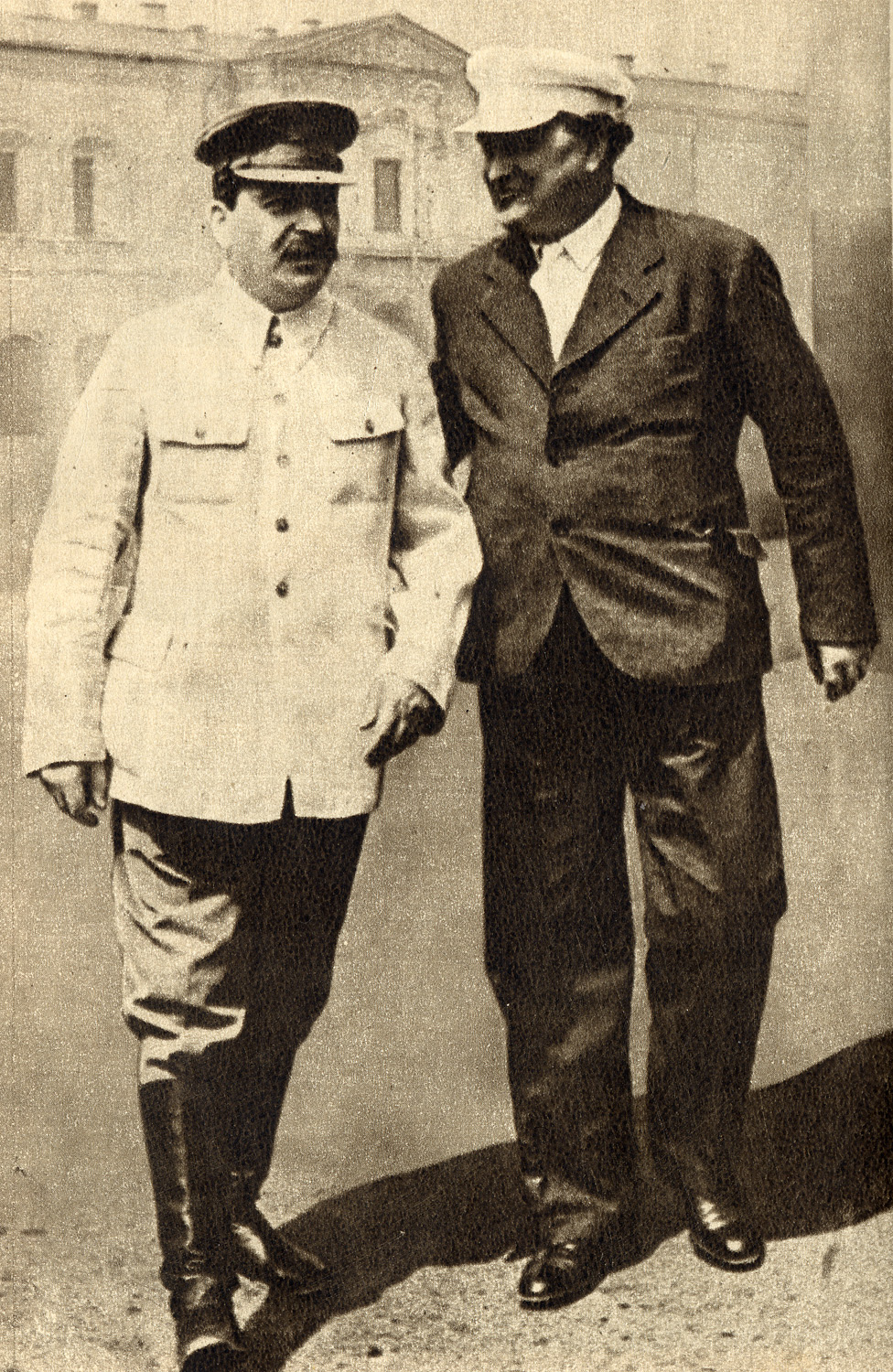
Stalin e Georgi Dimitrov, segretario generale del Comintern (1936). Nella sua relazione al VII Congresso del Comintern, Dimitrov condannò il "nichilismo nazionale".

La conquista del potere da parte dei nazisti in Germania nel 1933 indusse il Comintern a rivedere la linea politica seguita fino ad allora, caratterizzata da una chiusura settaria verso le forze della sinistra riformista, in applicazione della teoria del "socialfascismo". Il 2 agosto 1935 il segretario generale del Comintern, il bulgaro Georgi Dimitrov, nella relazione presentata al VII Congresso esortò i partiti comunisti a prestare attenzione ai sentimenti e ai simboli nazionali dei popoli, affinché fossero sottratti alla propaganda fascista e servissero invece da collante ideologico per la formazione di fronti popolari antifascisti composti da tutte le forze di sinistra.
Nell'esaminare le cause dell'avanzata dei movimenti fascisti, Dimitrov mise in rilievo la loro pratica di «fruga[re] tutta la storia di ogni popolo per presentarsi come gli eredi e i continuatori di tutto ciò che vi è di sublime e di eroico nel suo passato e utilizza[re] tutto ciò che vi è di umiliante e di ingiurioso per i sentimenti nazionali del popolo, come strumento di lotta contro i nemici del fascismo». Citò ad esempio i libri di storia pubblicati nella Germania nazista, in cui tutta la storia tedesca veniva rappresentata come preparazione dell'avvento del "salvatore nazionale" Hitler e tutti i più grandi personaggi storici quali nazionalsocialisti ante litteram. Analogamente, gli altri movimenti fascisti si erano richiamati agli eroi nazionali dei loro Paesi: Garibaldi in Italia, Giovanna d'Arco in Francia, Washington e Lincoln negli Stati Uniti, Vasil Levski e Stefan Karadzha in Bulgaria. Quindi Dimitrov ammonì:
No, compagni! Tutte le questioni importanti, non soltanto del presente e del futuro, ma del passato del nostro popolo, ci riguardano. [...]
Noi comunisti siamo per principio avversari irriducibili del nazionalismo borghese in tutte le sue sfumature. Ma noi non siamo fautori del nichilismo nazionale e non dobbiamo mai presentarci in tal veste. Il compito di educare gli operai e tutti i lavoratori nello spirito dell'internazionalismo proletario è uno dei compiti fondamentali di ogni Partito comunista. Ma chi ritiene che ciò gli permetta o addirittura lo costringa a sputar sopra a tutti i sentimenti nazionali delle grandi masse lavoratrici è ben lontano dal vero bolscevismo, non ha capito per niente la dottrina della questione nazionale di Lenin e di Stalin.»
Come esempio del corretto approccio alla questione nazionale, Dimitrov citò lo scritto di Lenin Della fierezza nazionale dei grandi-russi (1914), in cui il capo dei bolscevichi aveva espresso «un sentimento di orgoglio nazionale» per i numerosi gesti rivoluzionari che costellavano la storia russa. Secondo il segretario generale del Comintern, «l'internazionalismo proletario deve, per così dire, "acclimatarsi" in ogni paese per mettere radici profonde nella terra natale. Le forme nazionali della lotta di classe proletaria e del movimento operaio nei singoli paesi non sono affatto in contraddizione con l'internazionalismo proletario, anzi sono appunto queste forme che permettono di difendere con successo gli interessi internazionali del proletariato». Per Dimitrov era quindi «necessario dimostrare, con la lotta stessa della classe operaia e con le manifestazioni dei partiti comunisti, che il proletariato, insorgendo contro ogni specie di asservimento e di oppressione nazionale, è l'unico vero combattente per la libertà nazionale e per l'indipendenza del popolo». Il discorso di Dimitrov è stato definito un testo fondamentale del sincretismo teorico tra marxismo e nazionalismo.
Per effetto della nuova politica, in Francia il Partito Comunista - SFIC (PC-SFIC) di Maurice Thorez adottò il patriottismo repubblicano e i simboli nazionali francesi (la bandiera tricolore, La Marsigliese, Giovanna d'Arco), fino ad allora rifiutati in favore di una simbologia perlopiù legata alla Rivoluzione d'ottobre. Il Partito Comunista d'Italia (PCd'I), che dapprima ripudiava il «cosiddetto Risorgimento» (menzionato negli scritti di Palmiro Togliatti come "Risorgimento", tra virgolette), attribuendogli «una impronta reazionaria» e considerandolo precursore del fascismo, si presentò come «l'erede delle migliori tradizioni rivoluzionarie dell'epoca del Risorgimento nazionale», richiamandosi alla figura di Garibaldi e riconoscendosi nel tricolore italiano, scelti come simboli dai volontari antifascisti italiani nella guerra civile spagnola.

### L'URSS nella seconda guerra mondiale: la grande guerra patriottica

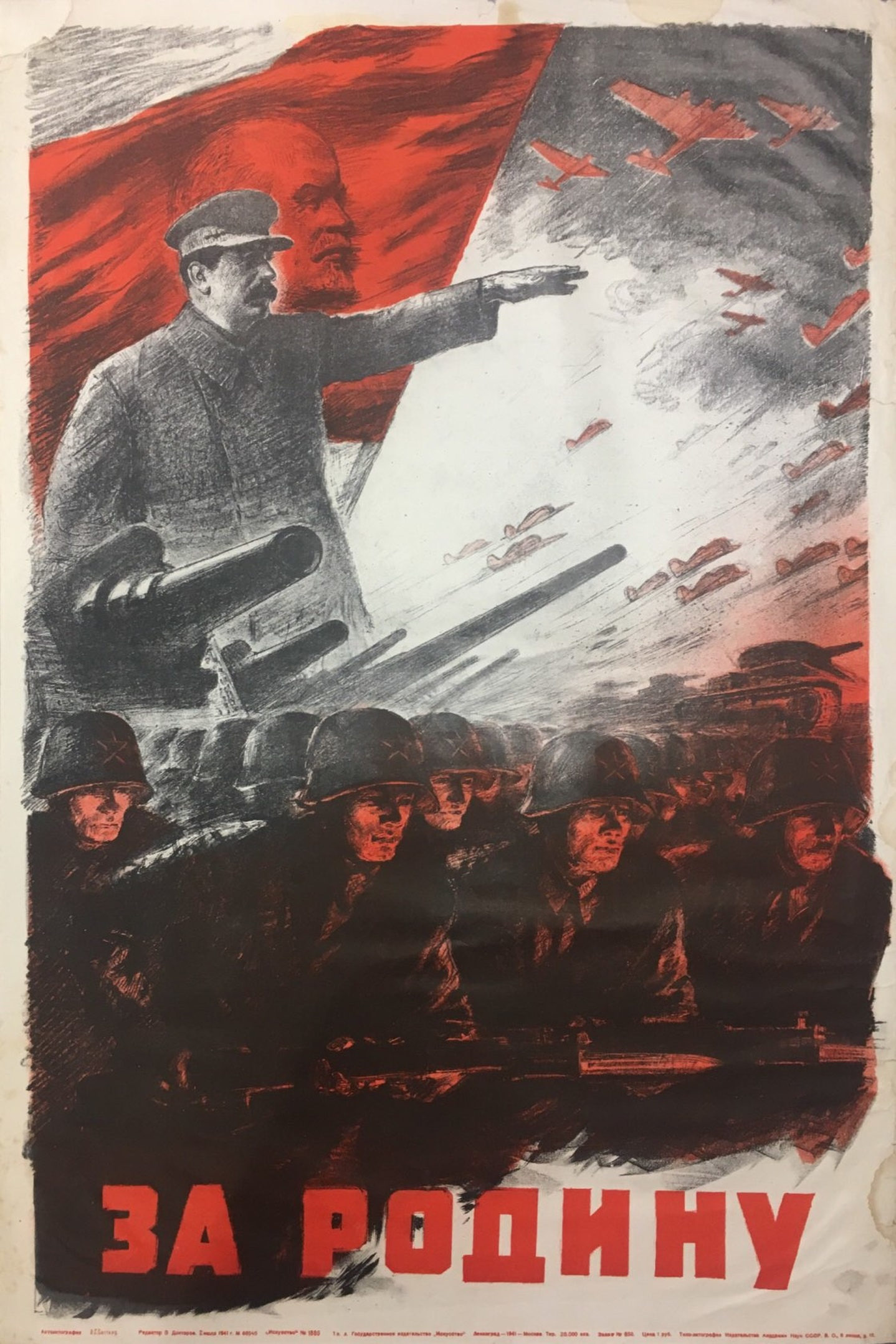
Propaganda di guerra sovietica del 1941. La scritta recita: «Per la patria».

Dopo lo scoppio della seconda guerra mondiale, nel novembre 1939 l'Unione Sovietica invase la Finlandia in quella che è ricordata come guerra d'inverno. Per fronteggiare le gravi difficoltà iniziali, sul piano propagandistico Stalin, attraverso il suo luogotenente Lev Mechlis, dispose che fossero esaltate la disciplina e le tradizioni dell'esercito imperiale russo. Dalla fine del 1939 al 1940, la stampa sovietica dedicò una serie di articoli al genio militare di Aleksandr Suvorov e al nazionalismo grande-russo, trasformando il conflitto in una "guerra patriottica".
Durante la guerra contro la Germania nazista, definita nell'URSS "grande guerra patriottica" per evocare la "guerra patriottica" contro l'invasione napoleonica, il nazionalismo russo raggiunse il suo apice e le parole d'ordine internazionaliste furono messe da parte. Il 7 novembre 1941, in un discorso dinanzi al mausoleo di Lenin, Stalin esortò a trarre ispirazione dalle «maschie immagini dei nostri antenati Aleksandr Nevskij, Dmitrij Donskoj, Kuz'ma Minin, Dmitrij Požarskij, Aleksandr Suvorov e Michail Kutuzov».
Nel luglio 1942 furono fondati gli ordini militari di Aleksandr Nevskij (riprendendo il quasi omonimo ordine zarista), di Suvorov e di Kutuzov. Vi furono anche richiami alla storia nazionale ucraina: nell'ottobre 1943 fu intitolato un ordine all'atamano dei cosacchi Bohdan Chmel'nyc'kyj, che aveva portato l'Ucraina sotto l'influenza russa in chiave antipolacca. Per la marina, nel marzo 1944 furono istituiti gli ordini di Ušakov e di Nachimov, dedicati agli ammiragli della marina imperiale russa Fëdor Ušakov e Pavel Nachimov. L'epopea antinapoleonica non mancò di essere evocata anche nella nomenclatura delle operazioni militari, con la grande offensiva dell'estate 1944 intitolata personalmente da Stalin al generale Pëtr Bagration.
Nel marzo 1944 L'Internazionale, inno del movimento operaio mondiale, fu sostituito quale inno nazionale dell'URSS da un nuovo inno, patriottico e russocentrico (inizia con le parole: «Un'unione indivisibile di repubbliche libere / La Grande Russia ha saldato per sempre»). Fu inoltre sponsorizzato un nuovo movimento slavofilo. Tali provvedimenti realizzarono nell'URSS una simbiosi tra marxismo e nazionalismo.
Al termine della guerra, in occasione della celebrazione della vittoria tenutasi al Cremlino il 24 maggio 1945, Stalin brindò alla salute del popolo russo quale «nazione più eminente fra tutte le nazioni che appartengono alla collettività dell'Unione Sovietica [...] fra tutti i popoli del nostro paese la forza principale dell'Unione Sovietica».

### Lo scioglimento del Comintern
Tra il 1939 e il 1941, presso i vertici sovietici cominciò ad affermarsi l'idea per cui, nell'ambito della "deradicalizzazione" del movimento comunista, occorresse rafforzare la "nazionalizzazione" dei partiti in modo da incrementarne l'influenza sulla politica nazionale dei loro Paesi a beneficio di specifici interessi sovietici. In tale contesto, il diario di Georgi Dimitrov riporta che il 27 febbraio 1941, durante una riunione sulla preparazione dei quadri dei Paesi slavi, Andrej Ždanov dichiarò: «Noi ci siamo smarriti sulla questione nazionale. Non abbiamo rivolto sufficiente attenzione agli aspetti nazionali». Dimitrov chiosa: «Combinare l'internazionalismo proletario con i sani sentimenti nazionali di ogni determinato popolo. – Bisogna preparare i nostri "nazionalisti"». Nel solco di tale riflessione, il 20 aprile 1941 Stalin individuò «un elemento di disturbo» nel Comintern:
Il 12 maggio 1941, tra le conclusioni di un colloquio con Ždanov, Dimitrov annota:
Il Comintern fu infine sciolto nel giugno 1943, allo scopo di favorire l'integrazione dei partiti comunisti nei loro rispettivi contesti nazionali, nonché di inviare un segnale distensivo agli Alleati occidentali. A seguito dello scioglimento del Comintern, i nomi dei due principali partiti comunisti occidentali furono modificati per rimarcarne la natura di partiti nazionali: il Partito Comunista - Sezione Francese dell'Internazionale Comunista (PC-SFIC) cambiò nome in Partito Comunista Francese (PCF) e il Partito Comunista d'Italia (PCd'I) in Partito Comunista Italiano (PCI).

### La guerra fredda
L'ordine geopolitico instauratosi a seguito della seconda guerra mondiale fu caratterizzato dalla contrapposizione tra il blocco occidentale, guidato dagli Stati Uniti, e il blocco orientale, capeggiato dall'Unione Sovietica. L'inizio della guerra fredda tra i due blocchi nel 1946-47 provocò l'isolamento culturale e politico dell'Unione Sovietica e un inasprimento dei controlli ideologici al suo interno. In questo quadro il nazionalismo russo divenne, insieme al marxismo, il principio regolatore della vita politica, culturale e scientifica. Inoltre, si diede impulso alla diffusione dell'antisemitismo nel Paese, con l'estesa campagna anticosmopolita lanciata da Ždanov, ispiratore della dottrina culturale sovietica, contro gli intellettuali ebrei accusati di essere portatori di un «cosmopolitismo senza radici» a cui il «sentimento di orgoglio nazionale sovietico era estraneo». Nell'ambito del movimento comunista internazionale il termine "cosmopolitismo" assunse una connotazione fortemente negativa.

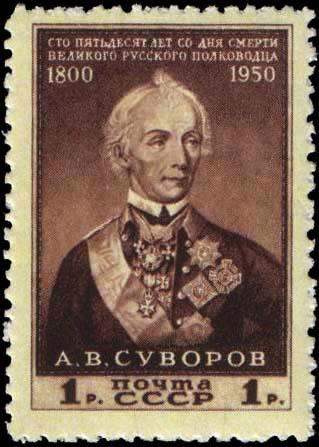
Aleksandr Suvorov, generalissimo dell'Impero zarista ed eroe nazionale russo, raffigurato su un francobollo sovietico emesso per celebrarne il centocinquantesimo anniversario della morte (1950). La celebrazione di Suvorov fu imposta anche alla Polonia comunista, nonostante il generale avesse posto fine all'indipendenza del Paese nel 1794.

Le contraddizioni della politica sovietica in merito alla questione nazionale furono colte da Franco Venturi, studioso di ideali cosmopoliti che negli anni 1947-1950 fu addetto culturale dell'ambasciata italiana a Mosca, da cui inviava periodicamente dei rapporti al Ministero degli affari esteri. In occasione del centocinquantesimo anniversario della morte del generalissimo Suvorov nel 1950, Venturi notò il paradosso per cui il regime sovietico, pur proclamandosi rivoluzionario, esaltava un'eminente figura controrivoluzionaria, che in nome dell'Impero zarista aveva schiacciato ogni forza democratica del suo tempo. Nonostante Suvorov fosse stato artefice di due spartizioni della Polonia, togliendole l'indipendenza con l'occupazione di Varsavia nel 1794, il regime comunista di Mosca costringeva la Polonia a celebrarlo su proposta «dell'esercito che vi aveva portato la libertà», secondo le parole della Pravda. Venturi commentò: «Oggi il desiderio di esaltare un generale russo, perché russo, fa dimenticare a tutta la stampa dell'URSS anche queste semplici verità». In merito alla proposta di innalzare un monumento al generale zarista nella piazza di Varsavia intitolata alla Comune di Parigi (oggi intitolata al presidente statunitense Wilson), Venturi scrisse: «Suvorov e la Comune, messi insieme, possono davvero costituire il simbolo delle contraddizioni insite nel 'patriottismo sovietico'», notando come nella politica sovietica «l'elemento nazionale e quello comunista continuamente si mescolano».
Il 14 ottobre 1952, Stalin concluse il discorso di chiusura del XIX Congresso del Partito Comunista dell'Unione Sovietica (il suo ultimo discorso pubblico) esortando i partiti comunisti e democratici a sostenere la causa dell'indipendenza e della sovranità nazionali, che secondo il capo dell'URSS la borghesia aveva tradito in quanto prezzolata dagli Stati Uniti d'America:
La bandiera dell'indipendenza nazionale e della sovranità nazionale è stata gettata a mare e non vi è dubbio che questa bandiera toccherà a voi di risollevarla e portarla in avanti; a voi rappresentanti dei Partiti comunisti e democratici, se volete essere i patrioti del vostro Paese, se volete essere la forza dirigente della nazione. Non vi è nessun'altra forza che possa risollevare e portare avanti questa bandiera.»

### La decolonizzazione
In un'ottica di contrasto al colonialismo, vari esponenti del movimento comunista si espressero in favore del nazionalismo delle masse popolari delle nazioni coloniali. Ad esempio, commentando una dichiarazione degli esponenti dell'Opposizione di sinistra nell'Indocina francese, nel 1930 Lev Trockij contestò
Attualmente il nazionalismo del contadino indocinese più arretrato, diretto contro l'imperialismo francese, è un elemento rivoluzionario di fronte all'astratto e falso cosmopolitismo dei massoni e di altri tipi democratici borghesi, o all'"internazionalismo" dei socialdemocratici, che derubano o aiutano a derubare il contadino indocinese. La dichiarazione afferma giustamente che il nazionalismo della borghesia è un mezzo per subordinare e ingannare le masse. Ma il nazionalismo delle masse popolari è la forma elementare assunta dal loro giusto e progressivo odio per i più abili, capaci e spietati dei loro oppressori, cioè gli imperialisti stranieri. Il proletariato non ha il diritto di voltare le spalle a questo tipo di nazionalismo. Al contrario, deve dimostrare nella pratica di essere il combattente più coerente e devoto per la liberazione nazionale dell'Indocina.»
Secondo lo storico Odd Arne Westad, la formazione di movimenti rivoluzionari anticoloniali e i processi di costruzione dello Stato nei Paesi del terzo mondo furono indissolubilmente legati al conflitto e alle ideologie della guerra fredda. Dopo la seconda guerra mondiale fu difficile per i movimenti di liberazione nazionale rimanere estranei alla lotta tra capitalismo liberale dominato dagli Stati Uniti e comunismo di Stato dominato dall'Unione Sovietica. Poiché le potenze coloniali europee erano collocate nel primo campo e i bolscevichi in Russia avevano condannato il colonialismo, la scelta spesso cadde sul campo socialista come alleato geopolitico e sul marxismo e il socialismo come impianto culturale e modello di società di riferimento.
Attori del processo di decolonizzazione furono sia movimenti di matrice socialista e comunista che si richiamarono al tema nazionale della liberazione dal dominio straniero ai fini della mobilitazione sociale e della lotta per un modello di sviluppo alternativo, sia movimenti di liberazione nazionale che si collocarono nel campo socialista per trovare sostegno contro le potenze coloniali. Nel discorso anticoloniale il tema dello sviluppo economico-sociale assumeva connotazioni socialiste quando l'opposizione tra proletariato sfruttato e capitalista sfruttatore veniva reinterpreta come opposizione tra popolo coloniale sfruttato e Stato colonialista sfruttatore. Questo tema spesso si intrecciava con l'antimperialismo, che denunciava gli interessi commerciali e finanziari alla base dell'espansione europea, e con il nazionalismo, declinato in termini di diritto di ogni popolo al proprio destino e alla propria storia.
Il nazionalismo come espressione della lotta dei popoli coloniali contro il dominio straniero fu allora il rovescio della medaglia dell'anticolonialismo. Secondo il socialista indonesiano Soetan Sjahir, ad esempio, «il nazionalismo dei popoli coloniali» rappresentava «una cosa piuttosto naturale» nonché «una fonte di rinnovamento e di forza». Inoltre, il nazionalismo fu spesso abbracciato come vettore di "modernizzazione" e di rafforzamento delle nuove fragili strutture statali nella lotta di alcuni movimenti anticoloniali contro la religione tradizionale, il tribalismo, le tendenze secessionistiche e le forme di organizzazione sociale ritenute arcaiche e incompatibili con lo sviluppo.
Perciò negli anni della decolonizzazione si moltiplicarono movimenti rivoluzionari al tempo stesso nazionalisti e socialisti.

## Forze politiche operanti a livello statale

### Africa

#### Etiopia
La rivoluzione etiope del febbraio 1974 che portò al potere il Derg e Menghistu fu uno dei più importanti eventi politici ispirati da un'ideologia marxista-leninista: «Poiché si svolse nell'unico paese africano che avesse sconfitto i colonialisti europei, molti nel continente videro il nuovo regime di Addis Abeba come l'incarnazione della tendenza a sinistra del nazionalismo africano».

### America

#### Brasile
In riferimento al Partito Comunista Brasiliano, lo storico Eric Hobsbawm scrive che, benché «fosse rimasto sempre fedele all'ideologia marxista, sin dai primi anni '30 un particolare tipo di nazionalismo centrato sullo sviluppo economico divenne un "ingrediente fondamentale" della sua politica, anche quando entrò in conflitto con gli interessi della classe operaia considerati a sé stanti».

#### Cuba
In un'intervista del 1960, Che Guevara affermò il carattere congiuntamente socialista e nazionalista della Rivoluzione cubana, dichiarando: «Si potrebbe schematizzare chiamandola nazionalismo di sinistra».
Nel 1992, lo storico Arthur M. Schlesinger Jr. raccolse questa dichiarazione del presidente cubano Fidel Castro: «La nostra priorità è la nostra stessa sopravvivenza – la sopravvivenza della nostra rivoluzione. La cosa più importante è affermare i diritti della sovranità nazionale. Oggi il nazionalismo è molto forte nel mondo; così come la religione. Noi socialisti abbiamo commesso un errore nel sottovalutare la forza del nazionalismo e della religione...». Schlesinger Jr. commenta: «La forza di Castro è in definitiva radicata non nel suo socialismo dottrinario ma nel suo appassionato nazionalismo».

#### Venezuela

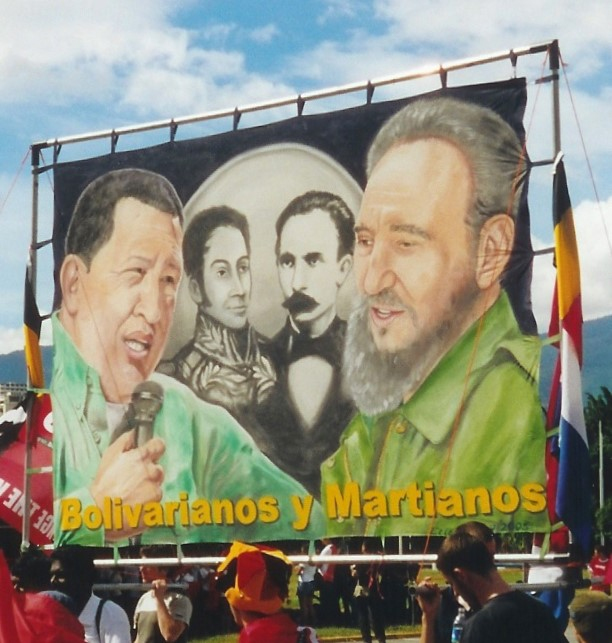
Immagine raffigurante Hugo Chávez e Fidel Castro con alle loro spalle gli eroi nazionali del Venezuela e di Cuba, Simón Bolívar e José Martí, esposta al 16º Festival mondiale della gioventù e degli studenti, Caracas, 2005

Il nazionalismo di sinistra è una delle componenti del chavismo, l'ideologia basata sul pensiero politico di Hugo Chávez, guida della Rivoluzione bolivariana e presidente del Venezuela dal 1999 al 2013.

### Asia

#### Cambogia
Assunse una connotazione nazionalista anche il regime comunista della Kampuchea Democratica costituito nel 1976 da Pol Pot e dai Khmer rossi. Lo storico David P. Chandler scrive: «L'interazione tra nazionalismo e internazionalismo all'interno del movimento comunista cambogiano, come in molte altre parti del mondo, tormentò il partito nel corso della sua storia».

#### Cina
Nello scritto Il ruolo del partito comunista cinese nella guerra mondiale, Mao Zedong afferma: «Può un comunista che in quanto tale è un internazionalista essere al tempo stesso un patriota? Noi sosteniamo che non solo può, ma deve esserlo [...] Solo lottando in difesa della patria possiamo sconfiggere gli aggressori e raggiungere la liberazione nazionale. E solo con la liberazione nazionale il proletariato e gli altri lavoratori potranno raggiungere l'emancipazione [...] Nelle lotte di liberazione nazionale il patriottismo è dunque un'applicazione dell'internazionalismo».

#### Vietnam
Il movimento indipendentista Viet Minh era guidato dal nazionalista e comunista Ho Chi Minh, considerato «fra i maggiori esponenti del moderno nazionalismo rivoluzionario asiatico». Ricevuta un'educazione familiare improntata ai valori patriottici, Ho Chi Minh si avvicinò al nazionalismo di sinistra in gioventù.

### Europa

#### Bulgaria
Il regime comunista che resse la Repubblica Popolare di Bulgaria dal 1946 al 1990 è ritenuto un esempio paradigmatico di nazionalcomunismo, anche perché il suo fondatore, Georgi Dimitrov, era stato il principale teorico della cosiddetta "linea nazionale" intrapresa dal Comintern a partire dal VII Congresso del 1935. Durante la seconda guerra mondiale Dimitrov fondò e guidò il Fronte della Patria, coalizione politica egemonizzata dal Partito Comunista Bulgaro che prese il potere nel 1944 e governò il Paese nei decenni successivi.
Durante il suo governo ultratrentennale (1954-1989), Todor Živkov promosse attivamente un'educazione «patriottica» dei giovani. Nel 1981, nell'ambito delle sfarzose cerimonie per il 1 300º anniversario dello Stato bulgaro, Živkov dichiarò che «l'ardente patriottismo è una delle qualità distintive del nostro popolo». Il nazionalcomunismo bulgaro si concretizzò in politiche volte a uniformare il Paese sotto il profilo etnoculturale, sottoponendo a violente campagne di assimilazione forzata le minoranze etniche come i macedoni e soprattutto la popolazione di religione islamica, composta dai turchi bulgari e dai pomacchi.

#### Germania
A seguito della prima guerra mondiale, la Germania (Repubblica di Weimar) fu pervasa da un forte sentimento nazionalista di rivalsa contro le potenze vincitrici, che le avevano imposto dure condizioni di pace con il trattato di Versailles. In riferimento alla linea politica adottata dal Partito Comunista di Germania (KPD), lo storico Timothy S. Brown scrive: «Comunismo e nazionalismo sono, ovviamente, ben lungi dall'essere mutuamente esclusivi: sono stati intimi compagni di letto nel secolo appena passato. L'internazionalismo era, in generale, un lusso per i movimenti comunisti nei paesi con forti tradizioni nazionali. Nei paesi con deficit nazionalisti – come in quelli in fase di decolonizzazione – i partiti comunisti erano, senza eccezioni, intensamente nazionalisti. Sarebbe stato quindi sorprendente se un tentativo di elaborare un nazionalismo di sinistra indigeno non fosse stato intrapreso nella Germania del dopoguerra».

#### Irlanda
Il partito indipendentista irlandese Sinn Féin, che opera sia nella Repubblica d'Irlanda che nell'Irlanda del Nord, è descritto come un partito nazionalista di sinistra.

#### Kosovo
Vetëvendosje!, partito nazionalista albanese fondato e guidato da Albin Kurti, è considerato una forza politica nazionalista di sinistra.

#### Romania

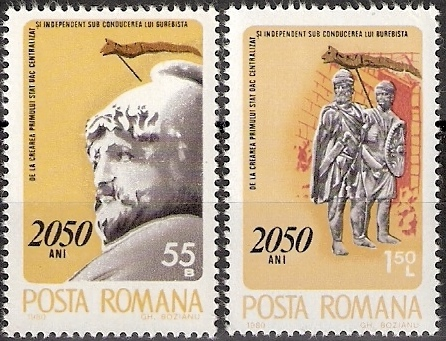
Francobolli rumeni del 1980 che celebrano i «2050 anni dalla fondazione dello Stato dei Daci centralizzato e indipendente sotto la guida di Burebista». La discendenza dei moderni rumeni dai Daci fu un tema ricorrente nella propaganda nazionalista di Ceaușescu.

I governi di Gheorghe Gheorghiu-Dej e soprattutto di Nicolae Ceaușescu nella Repubblica Socialista di Romania sono descritti come esempi di nazionalcomunismo.
Sul piano culturale, al fine di diffondere il nazionalismo e consolidare il culto della personalità del capo, il regime di Ceaușescu si richiamò alle figure storiche di Burebista, antico sovrano dacico, Vlad III di Valacchia, cruento condottiero nelle guerre contro i turchi del XV secolo noto anche per aver ispirato il personaggio del conte Dracula, e Michele il Coraggioso, artefice dell'unificazione del Paese nel XVI secolo. In occasione del cinquecentenario della morte di Vlad III nel 1978, l'Impalatore fu celebrato quale eroe nazionale minimizzando o razionalizzando le sue crudeltà. Due anni dopo, il duemilacinquantesimo anniversario della fondazione dello Stato dei Daci fu celebrato con notevole sforzo propagandistico, al fine di sostenere la tesi della discendenza dacica dei moderni rumeni, più funzionale all'isolamento autoritario del Paese rispetto alla contrapposta tesi delle origini latine.
La promozione del nazionalismo rumeno rappresentò, tra l'altro, uno strumento di repressione della minoranza ungherese in Transilvania. Dopo il crollo del regime comunista nel 1989, il nazionalismo rumeno contribuì a garantire la permanenza al potere della classe dirigente post-comunista.

#### Serbia
Slobodan Milošević, dirigente della Lega dei Comunisti di Jugoslavia e successivamente cofondatore e presidente del Partito Socialista di Serbia (nato dalla fusione della sezione serba del partito comunista jugoslavo con formazioni politicamente vicine), è considerato «uno dei massimi esponenti del rinascente nazionalismo serbo». Milošević e il suo regime sono spesso definiti nazionalcomunisti.

## Forze politiche operanti a livello substatale
I movimenti nazionali che operano a livello substatale in genere si formarono con connotati ideologici "di destra" (all'insegna cioè del tradizionalismo e di un certo populismo), tuttavia nel corso del XX secolo questi movimenti si spostarono in buona parte su posizioni socialiste e, in molti casi, marxiste e leniniste. Questo cambiamento ebbe principalmente due motivazioni: da una parte influì la riflessione ideologica sulle lotte nazionali condotte dai popoli del "terzo mondo" contro gli Stati coloniali; dall'altra ci furono ragioni socio-economiche che portarono, nell'ambito degli Stati, alla marginalizzazione dei territori periferici, le cui comunità venivano spesso avviate verso un processo di proletarizzazione. In questi territori la borghesia era inesistente o assorbita dalla nazionalità egemone, cosicché i movimenti fautori della lotta di classe apparvero spesso come gli alleati naturali delle classi subalterne locali.
Tali movimenti erano caratterizzati da diversità di vedute e di obiettivi: alcuni perseguivano un'autonomia regionale in un contesto federale; altri, invece, si spingevano a reclamare l'indipendenza nazionale. I movimenti che si ispiravano al marxismo erano in genere fautori dell'indipendenza nazionale, rinvenendo nella tradizione marxista enunciati come i seguenti:
(Lenin, La rivoluzione socialista ed il diritto all'autodeterminazione delle nazioni)
(Lenin, Sul diritto di autodecisione delle nazioni)

### Europa

#### Bretagna
La struttura rigidamente unitaria dello Stato francese ha fatto in modo che i partiti nazionalisti bretoni fossero quasi sempre relegati all'underground politico. Tuttavia i notevoli problemi economici della Bretagna nel secondo dopoguerra, e la situazione di disagio vissuta dai ceti popolari (in special modo dai marinai e dai contadini), ha portato ad una rinascita del movimento nazionale bretone, disperso e decapitato negli anni precedenti a causa della collaborazione prestata ai tedeschi da alcuni bretonisti. Nel 1957 sorse il primo movimento bretonista del dopoguerra, il Mouvement pour l'Organisation de la Bretagne (MOB), che riunì provvisoriamente separatisti e regionalisti, liberali e socialisti. A causa della sua eterogeneità nel 1963 il MOB subì una scissione a sinistra che portò alla creazione della Union Démocratique Bretonne (UDB). La UDB fu il movimento bretonista più forte, essa auspicava una Bretagna autonoma nell'ambito di una Francia federale e socialista. Inoltre affermava la necessità della scomparsa del capitalismo a beneficio dei lavoratori bretoni. La UDB promosse anche un'associazione, il Galv, a difesa della lingua bretone. Nel 1972 la UDB si è alleata col Labour Party of Scotland, nell'ambito di un'organizzazione politica inter-celtica. Altre organizzazioni nazionaliste di sinistra furono l'Emsav Stadel Breizh (ESB) e l'Emsav ar Bobl Vrezhon (EBV) che ritenevano il capitalismo francese responsabile del sottosviluppo bretone e promuovevano quindi la creazione di uno Stato bretone caratterizzato dalla proprietà socialista dei mezzi di produzione. Infine si ricorda il Parti Communiste Breton (PCB), fondato nel 1971 da alcuni militanti bretoni del Partito Comunista Francese. Il programma del PCB, coerentemente marxista-leninista, auspicava la creazione di una repubblica socialista bretone, indipendente, sotto la dittatura del proletariato (operai, contadini, pescatori, intellettuali bretoni). Il PCB affermava che il popolo bretone fosse vittima di un doppio sfruttamento, il primo di tipo capitalistico e il secondo di tipo etnico a opera dello Stato francese. I suoi proclami erano volti alla costruzione di una Bretagna socialista e internazionalista, essi terminavano con lo slogan: "proletari di tutti i paesi, popoli e nazioni oppresse, unitevi!".

#### Catalogna

La estelada vermella (o estelada roja), bandiera dei movimenti indipendentisti catalani di sinistra

Nella Spagna franchista erano presenti molti movimenti regionalisti organizzati che avevano un'esistenza che in talune occasioni poteva essere definita semi-ufficiale. Nei Paesi catalani esisteva un forte movimento nazionalista, diffuso soprattutto nel ceto borghese e tra la classe operaia. I movimenti di matrice operaia, negli anni del franchismo, sono stati quelli che hanno lottato per una trasformazione in senso autonomista e socialista della vita politica catalana. Le correnti di ispirazione anarchica non hanno retto all'occupazione franchista e sono state via via soppiantate dai movimenti di ispirazione marxista. L'unico partito marxista sopravvissuto nel paese durante gli anni della repressione è stato il Partit Socialista Unificat de Catalunya (PSUC), il quale ha saputo darsi un'organizzazione clandestina. Esso è stato il partito comunista ufficiale della Catalogna, ed è stato per molto tempo il maggior partito politico catalano. Come tutti i partiti comunisti è passato per varie crisi interne ed ha subito i contraccolpi della politica sovietica. Dopo il periodo stalinista il suo programma è stato indirizzato verso un progressivo ritorno alla democrazia interna e verso una "via nazionale (catalana) al socialismo". Sulla sua pubblicazione clandestina Nous Horitzons si poteva leggere: "Difendiamo, in primo luogo, il diritto all'autodeterminazione. La nostra difesa di questo diritto è assoluta come lo fu quella di Lenin".

#### Friuli
Nel 1947 nacque nella regione italiana del Friuli un movimento autonomista, concentrato soprattutto sul tema della tutela del patrimonio linguistico-culturale. Condotto dal giovane intellettuale marxista Pier Paolo Pasolini, il movimento polemizzò vivacemente con il Partito Comunista Italiano, di cui alcuni militanti facevano o avevano fatto parte, per il mancato supporto alle rivendicazioni autonomiste.

#### Galles
Nel Galles hanno sempre operato molte associazioni in difesa della lingua, della cultura e dell'economia nazionali. Tuttavia il movimento nazionale gallese è diventato un'autentica forza politica soltanto nel secondo dopoguerra. Anche i partiti politici "inglesi", a causa delle pressanti richieste di autonomia della popolazione gallese, sono stati obbligati nel tempo a mettere l'accento, nei loro programmi, sull'autonomismo. Il Partito Laburista è sempre stato maggioritario nella penisola, esso prometteva alla popolazione gallese una lotta più decisa per la difesa della lingua e un programma di lotta contro la disoccupazione. Il Partito Comunista invece si spingeva su posizioni più avanzate: esso prevedeva, nel suo programma, un governo ed un parlamento regionali, il controllo della collettività gallese sui mezzi di comunicazione e un nuovo statuto per la lingua e la cultura. Il maggiore partito nazionalista gallese fu però il Plaid Cymru (Partito Nazionale Gallese), il cui programma era sintetizzato in tre punti: indipendenza politica nell'ambito del Commonwealth, difesa della cultura e dell'economia gallesi, un posto di membro dell'ONU per il Galles. Dal punto di vista politico il Plaid Cymru si qualificava come socialdemocratico, sul modello scandinavo. A causa del moderatismo del Plaid Cymru, la sua ala estremista diede vita a un Partito Repubblicano Gallese, piccolo ma assai combattivo, che unì la lotta politica ad alcune azioni di lotta armata. I movimenti gallesi che hanno sottolineato la necessità della resistenza armata contro il governo inglese sono stati molti. Il più conosciuto è stato il Free Wales Army, un'organizzazione semiclandestina che mandava i propri militanti ad esercitarsi nei campi dell'IRA in Irlanda. Alcuni di questi militanti gallesi poi si arruoleranno nell'ala Provisional dell'IRA in nome della solidarietà inter-celtica e del diritto dei popoli all'indipendenza.

#### Paesi baschi
Correnti autonomiste basche erano presenti in Spagna anche prima della guerra civile, soprattutto tra i partiti e i movimenti di sinistra come il PSOE, il Partito Comunista di Euzkadi e l'UGT. Questi movimenti erano sostenuti soprattutto dai contadini, dagli intellettuali e dalla classe operaia basca. Dopo la Guerra Civile, in seguito alla repressione messa in atto dalle forze falangiste di Franco, molti nazionalisti baschi si convinsero a dare vita a un nuovo tipo di opposizione al franchismo. All'inizio del 1959 comparve per la prima volta la sigla ETA (Euskadi Ta Askatasuna). Nei primi anni di vita questa organizzazione si limitò ad azioni dimostrative, non avendo ancora una chiara strategia politica. Con la I Assemblea dell'ETA (1962) l'organizzazione cominciò a consolidare le sue basi ideologiche, definendosi come un "movimento rivoluzionario basco di liberazione nazionale". Al suo interno si formò una consistente corrente socialista marxista, a cui si affiancava una corrente socialdemocratica di sinistra. Con la III Assemblea, l'ETA lanciò il programma dei "quattro fronti": fronte politico (propaganda tra la popolazione e formazione ideologica), fronte culturale (difesa della lingua e delle peculiarità del popolo basco), fronte operaio (organizzazione e lotta nelle fabbriche) e fronte militare (lotta armata). Cosa peculiare, l'ETA ebbe un certo sostegno anche da parte del clero basco. Per l'ETA il problema nazionale ed il problema sociale erano due aspetti della stessa realtà, una realtà creatasi con lo sviluppo del capitalismo nei Paesi Baschi. Quindi la lotta intrapresa per l'indipendenza si doveva considerare una lotta intrapresa per modificare anche la realtà socio-economica in senso socialista. Si registrò all'interno dell'ETA anche una scissione che propugnava un'alleanza con i partiti politici della classe operaia spagnola, una corrente chiamata "spagnolista". Questa corrente era tesa a limitare le azioni di lotta armata per intraprendere un percorso di avvicinamento tra i lavoratori baschi e quelli spagnoli, dando vita a una forza politica unitaria. Tuttavia questa corrente non ebbe successo e fu presto espulsa dall'ETA. La corrente di maggioranza dell'ETA divenne quindi l'ETA-Askatasuna, alleata con l'ELA-Berri, il più importante sindacato clandestino dei Paesi Baschi. Essi si definivano "marxisti e allo stesso tempo patrioti". Le loro analisi sottolineavano come, di fronte al nazionalismo borghese spagnolo, il patriottismo basco corrispondesse agli interessi della classe operaia basca. Nelle loro dichiarazioni ufficiali si poteva leggere: "Attualmente c'è tutta una serie di classi sociali che sono oppresse dal sistema colonizzatore spagnolo: il proletariato, i contadini, la piccola borghesia. L'organo politico basco che dovrà sostituirsi al monopolio borghese dovrà essere un Fronte di Liberazione Nazionale, inteso come unità di queste classi contro il comune nemico imperialista". In seguito alle azioni armate (soprattutto contro gli apparati repressivi del regime franchista, ma anche contro i rappresentanti dell'alta borghesia basca), e alla durissima repressione messa in atto dagli apparati del regime franchista (Processo di Burgos), la lotta armata assunse una sempre maggiore intensità, fino a culminare nell'attentato al generale Luis Carrero Blanco, considerato il successore di Francisco Franco.
Nei territori baschi francesi operava un'organizzazione affine all'ETA, l'Enbata, nelle cui dichiarazioni ufficiali si leggeva: "Il popolo basco, in quanto colonizzato, subisce una doppia oppressione. Oppressione nazionale: essendo il nostro territorio occupato dagli Stati francese e spagnolo, noi siamo oppressi in quanto baschi. Oppressione sociale: come tutti i lavoratori, noi siamo sfruttati dalle oligarchie economiche. La nostra lotta di liberazione nazionale ha dunque una doppia dimensione: nazionale e sociale. La prima tappa di questa lotta è la riconquista di uno Stato basco. Si tratta di una condizione necessaria e non sufficiente per la liberazione sociale. Questa priorità è imposta da un'urgenza particolare: quella della salvezza della nostra lingua e della nostra cultura. Per sopprimere lo sfruttamento dell'uomo sull'uomo, il popolo basco deve togliere il potere all'oligarchia e costruire progressivamente una società senza classi".

#### Sardegna
Subito dopo l'inizio della seconda guerra mondiale, Antonio Cassitta fondò il Partito Comunista di Sardegna (PCS), che muoveva dalla premessa per cui «la Sardegna ha proprie caratteristiche inconfondibili con le altre regioni d'Italia» e propugnava «la costruzione di una repubblica socialista e federativa in cui la Sardegna sarà inserita come repubblica autonoma sarda». Nel 1945 il PCS fu assorbito dal Partito Comunista Italiano, cosicché il dibattito sulla tematica autonomista rimase limitato alle locali federazioni comuniste per poi riemergere negli anni della contestazione.

#### Scozia
Tutti i nazionalismi "britannici", escluso quello inglese, hanno le medesime motivazioni che sono, allo stesso tempo, linguistiche, culturali ed economiche. Il movimento nazionale in Scozia si è organizzato negli anni Trenta, in concomitanza con una gravissima crisi economica, ma è diventato una reale forza politica soltanto nel secondo dopoguerra. I numerosi esempi di lotta politica dei popoli sottomessi al potere di Londra hanno portato alla nascita di diverse organizzazioni nazionaliste scozzesi.
Tra queste la maggiore è stata lo Scottish National Party (SNP). Il programma politico del SNP prevedeva l'indipendenza della Scozia nell'ambito del Commonwealth britannico e l'elezione a suffragio universale di un parlamento nazionale competente a tutti i livelli. Il suo programma era genericamente socialista e prevedeva, tra le altre cose, la nazionalizzazione dei pozzi petroliferi situati al largo delle coste scozzesi.
L'eccessiva cautela ideologica di questo partito ha spinto nel tempo un certo numero di militanti nazionalisti a dar vita a nuove organizzazioni più radicali. Si ricorda, ad esempio, il Labour Party of Scotland (LPS), partito socialista nato nel 1971 in seguito ad una scissione del SNP, condotta dalla sinistra. Il suo programma prevedeva la nazionalizzazione delle attività agricole, delle banche e delle risorse energetiche. Questo partito svolgeva una duplice azione politica: elettorale ed extra-elettorale, perseguendo un accordo organico con l'Army of Provisional Government (APG), organizzazione armata clandestina. Partito autenticamente marxista-leninista era il Workers Party of Scotland, il cui obiettivo era costruire una sorta di parlamento non ufficiale che avrebbe dovuto raggruppare tutte le organizzazioni politiche, culturali, economiche e sindacali della Scozia, a cui doveva essere demandato un intervento dal basso per la risoluzione dei problemi socio-economici della Scozia indipendente.
Il 79 Group era una corrente di ispirazione socialista all'interno dello Scottish National Party formatasi nel 1979 con lo slogan "Per una Scozia socialista e repubblicana". Voleva aumentare l'imposta sul reddito per i più ricchi, nazionalizzare le riserve petrolifere del Mare del Nord, abolire la monarchia degli Windsor e l'armamento nucleare britannico. Winnie Ewing e la leadership tradizionalista del partito reagirono lanciando la Campaign for Nationalism in Scotland, per un nazionalismo scozzese non schierato né a destra né a sinistra, e riuscirono nel 1982 a ottenere l'espulsione dal partito di alcuni esponenti del 79 Group. Tra questi vi era anche Alex Salmond, che fu presto riammesso nel partito, del quale divenne leader nel 1990 e nel 2004.
È interessante notare come il Partito Comunista di Gran Bretagna, prima scarsamente sensibile alle motivazioni nazionali, abbia sostenuto, a partire dagli anni Settanta, la lotta di liberazione nazionale delle minoranze celtiche, tra cui quella scozzese, inquadrandola nell'ambito dell'internazionalismo proletario.

## Valutazioni critiche
Altiero Spinelli, militante comunista incarcerato e poi confinato dal regime fascista, durante la prigionia maturò la convinzione che l'internazionalismo comunista fosse strumentale al nazionalismo sovietico, cosicché nella seconda metà degli anni 1930 ruppe con il Partito Comunista d'Italia e abbracciò l'ideale del federalismo europeo. Nel 1960 Spinelli dedicò un approfondito articolo al rapporto tra comunismo e nazionalismo. Secondo Spinelli, i comunisti sceglievano la posizione da assumere nei confronti del nazionalismo in base alla condizione internazionale del Paese in cui operavano:
Nel 1975 Adam Ulam, politologo specializzato in sovietologia, a conclusione della voce dedicata al comunismo dell'Enciclopedia del Novecento edita dall'Istituto Treccani, scrisse: «Il comunismo si è dimostrato l'ideologia più dinamica dell'ultimo mezzo secolo. Va però osservato che la sua fortuna è dovuta al fatto ch'è stato alimentato dalla più universale tra le tendenze dell'età contemporanea: il nazionalismo. La sua sorte finale, come quella delle ideologie concorrenti, dipenderà dunque dalla sua capacità di conciliare il nazionalismo con ciò che il progresso della scienza moderna e della tecnologia ha reso sempre più essenziale: la creazione di una società internazionale vitale».
Il politologo di Harvard Yascha Mounk, a proposito dei nazionalismi e protezionismi sorti nel XX secolo a seguito dei fenomeni di migrazioni di massa, identifica il nazionalismo di sinistra come la assunzione di valori sempre lasciati al controllo e alle politiche della destra, declinati in un diverso orgoglio nazionale basato su un inclusivismo consapevole anziché sul respingimento e segregazione di tali fenomeni come nel nazionalismo di destra.